# メラメラジェラシー
メラメラジェラシーは、日本の漫画家。男性。主に成人向け漫画雑誌で活動。少女を主題とした作品が多い。

## 来歴
2001年、『COMIC Zip』11号（フランス書院）に掲載された「秘密のえっち告白掲示板」で商業誌デビュー。
2002年以降、茜新社発行の『ひな缶』、『ラストチャイルド』、『お汁娘缶』、『小鳥館 幻想少女奇譚』といったアンソロジーコミックシリーズに主に作品が掲載されていた。
2005年、成年向け漫画雑誌『COMIC RIN』で掲載開始。以後『COMIC RIN』での商業誌活動がメインとなっていたが、2008年以降掲載回数は激減し、2010年12月号を最後に『COMIC RIN』での活動は休止。その後も商業誌での掲載は無く、近年は同人誌のみの活動をしていた。現在は同人誌での活動も休止し廃業状態となっている。
主催する同人サークルは「桃色吐息」。

## 作品リスト

### 単行本
全て茜新社のTENMA COMICSレーベルよりの発行。
成年向け作品
1. 『インモラル』 2003年6月23日発行[1]（2003年6月発売）、ISBN 4-87182-585-X
  - ホントはいくつ？ （ひな缶 7）
  - 笑顔 （ひな缶 2）
  - くさり （小鳥館 5）
  - 妊娠するまで帰さない （小鳥館 3）
  - みせて♥ （ひな缶 9）
  - 暗い部屋 （ひな缶 1）
  - 暗い未来 （ラストチャイルド）
  - ペット自慢 （小鳥館 4）
  - 真夜中の病室 （ラストチャイルド2 入院少女）
  - ただいま勉強中♥ （ひな缶 4）
  - 秘密のえっち告白掲示板 （COMIC Zip 2001年11月号）
2. 『JHS』 2005年8月25日発行[2]（2005年8月発売）、ISBN 4-87182-782-8
  - 恋のお色気大作戦 （ひな缶Hi! vol.3）
  - 放課後委員会 （ひな缶Hi! vol.4）
  - おしかけ幽霊 （COMIC RIN vol.2）
  - 雪の接吻 （ひな缶Hi! vol.5）
  - 秘め事 （ふたなりっ娘LOVE M）
  - おててつないで （まんま園ジぇる - 園ジぇる 8 -）
  - ながれのままに （お汁娘缶 2）
  - 痴少女 （ひな缶Hi! vol.7）
  - 遠い記憶 （COMIC RIN vol.6）
  - 飼育日記 （ひな缶Hi! vol.2）
  - マッチ売り （ひな缶 10）
3. 『ドミネート』 2008年2月15日発行[3]（2008年2月発売）、ISBN 978-4-8718-2964-9
  - 御主人様と私。 （COMIC RIN vol.16）
  - こんな夜もあり （COMIC RIN 2007年7月号）
  - やけあと （COMIC RIN vol.10、14、2007年7月号、2007年12月号）
  - きっと いまだけ （COMIC RIN 2007年1月号）
  - 夜の校舎で （COMIC RIN vol.14、21）
  - 近くて遠い （コミックメガストアH 2005年12月号）
  - ビデオ鑑賞 （ひな缶 5）

### 単行本未収録作品
- ひな缶Hi! （茜新社）
  - 変態かなちゃん （Vol.1 2003年10月）[4]
- コミックメガストアH （コアマガジン）
  - 二人のないしょ  （2005年2月号）[5]
- COMIC RIN （茜新社）
  - 歪み （2008年6月号）[6]
  - 途中下車 （2008年8月号）[6]
  - 紅茶 （2008年12月号）[6]
  - お掃除デート （2009年6月号）[7]
  - 蜜月 （2009年11月号）[7]
  - initiative （2010年8月号）[8]
  - 宅配便 （2010年12月号）[8]
- COMIC LO （茜新社）
  - インフォームド・コンセント （2012年9月号）[9]
- アンソロジー （茜新社）
  - 裏オーディション （ひな缶3 2002年6月）[4]
  - キズナ （小鳥館1 2002年7月）[10]
  - 不自由な家 （お汁娘缶1 2004年5月）[11]